# مایکل جی. رابین
مایکل جی. رابین (انگلیسی: Michael G. Rubin؛ زادهٔ ۲۱ ژوئیهٔ ۱۹۷۲) کارآفرین، سرمایه‌دار و اهالی کسب‌وکار اهل ایالات متحده آمریکا است، که در سال ۲۰۱۱ شرکت تجهیزات ورزشی فاناتیکس را تأسیس کرد.